# Fästingar
Fästingar (på finlandssvenska även skogsbässar) (Ixodida) är samlingsnamnet för en grupp små spindeldjur. Fästingar är parasiter som lever på att suga blod från däggdjur och fåglar, samt ibland även från reptiler och groddjur.
De två stora fästingfamiljerna utgörs av hårda fästingar (Ixodidae), med fler än 700 arter i världen, och mjuka fästingar (Argasidae), med omkring 200 arter. De hårda fästingarna har hårda plattor av kitin, och det är med dem som det svenska ordet fästing vanligen associeras. De mjuka fästingarna saknar de hårda plattorna och suger blod under minuter eller timmar, till skillnad från de hårda som borrar sig fast och suger blod under flera dagars tid. Den tredje fästingfamiljen – Nuttalliellidae – förekommer bara med en art, Nuttalliella namaqua, i Afrika.
I Sverige har hittills (2017) 20 arter påträffats, varav vissa inte kan övervintra i det vilda i Sverige utan har följt med exempelvis fåglar och hundar. 24 arter har fått svenskspråkiga namn. Arten Ixodes ricinus (vanlig fästing) är vanlig i Sverige. Den angriper framför allt varmblodiga djur av olika storlek, från sorkar och möss till de stora klövdjuren. Den är även vanlig på fåglar. Denna art är den som vanligen angriper människor och deras husdjur. Utöver denna art är de flesta andra arter av hårda fästingar i Sverige specialister på fåglar, men några arter har mindre däggdjur som sina värddjur, som gnagarfästing (Ixodes trianguliceps), grytfästing (Ixodes canisuga) och igelkottsfästing (Ixodes hexagonus). Klimatförändringar har gjort att arternas utbredningsområden har utökats norrut. 
Det finns bara en art som tillhör de mjuka fästingarna i Sverige, fladdermusfästing, Carios vespertilionis, som i sällsynta fall även kan angripa människor.  
I tropiska länder är fästingarna både talrikare och mer besvärliga.

## Utseende
Fästingarna andas, åtminstone i fullbildat tillstånd, med trakéer. 
De hårda fästingarnas ganska platta kropp är täckt med en kitinplåt på ryggsidans främre del. Vid kitinplåtens främre kant sticker den starkt utvecklade snabeln fram och ser ut som ett huvud. Den bakre delen av kroppen är i högsta grad tänjbar, trots att den är täckt av en läderartad hud. En fästing som i fastande tillstånd har en kroppslängd av drygt 2 millimeter kan efter att ha sugit sig full av blod svälla ut till storleken av en liten böna. 
De mjuka fästingarna (Argasidae) är på ovansidan täckta av en oval skiva som är uppböjd i kanten. Dessa arter är 4–6 mm långa.

## Beteende
De unga djuren håller till på gräs och buskar, gärna längst ut i toppen av ett långt grässtrå. Därifrån hakar de sig fast vid varmblodiga djur, även människor, som går förbi. När de lyckats hamna på ett lämpligt offer, söker de sig till ett skyddat skrymsle på kroppen, med tunn hud. Fästingars mundelar (snabel) har kraftiga hakar som gör att de kan borra sig in i huden och sedan hålla sig kvar medan de suger blod. Ett svagt bedövande gift sprutas också in. I de flesta fall känner värddjuret inte någon smärta. Fästingen stannar i denna ställning en tid medan den suger sig full med blod, och upptäcks vanligen först när den svällt upp till en iögonenfallande storlek. Efter flera dagar är fästingen fylld av blod motsvarande många gånger sin ursprungliga kroppsvikt. Den släpper då taget och lämnar sin värd.
De mjuka fästingarna har ett levnadssätt som mera liknar vägglössens. De gömmer sig på dagen och kommer fram nattetid för att suga blod. En känd mjuk fästingart är giftvägglusen från Miana (Argas persicus). I början på 1900-talet kunde den göra hela byar obeboeliga. Den förekommer i Iran och Egypten. Även i Europa förekommer en art, duvfästing (Argas reflexus), som påträffats i Italien, Frankrike och Tyskland, särskilt i duvslag. Ibland kan den till och med angripa människor.  

### Livscykel
Alla fästingar behöver tre olika värdar för att fullfölja sin livscykel. Fästingarna genomgår ett sexbent larvstadium, men får med tiden 8 ben försedda med häftskivor. Larven livnär sig på blod från små reptiler, fåglar och mindre däggdjur. Det är de vuxna fästingarna som parasiterar på större däggdjur.

## Naturliga fiender

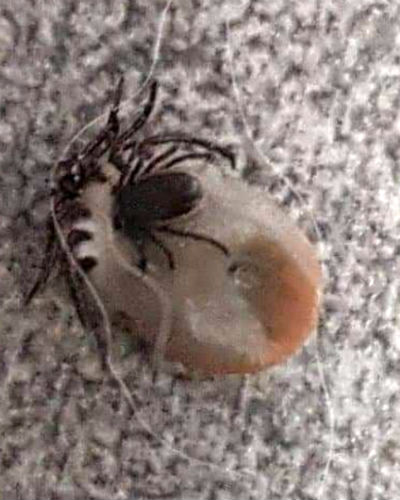
Fästingar i parning (en hane - svart och mindre i storleken - parar sig med en hona)

Fästingar har många naturliga fiender. Man har kunnat konstatera att parasitsteklar, skalbaggar (bland annat jordlöpare och kortvingar), enkelfotingar, fåglar, spindlar (bland andra vargspindlar) och myror (bland andra ettermyror) äter fästingar.

## Sjukdomsspridare
Fästingar kan överföra ett flertal sjukdomar till människan. De vanligaste i Finland och Sverige är borrelios och TBE. Det finns även fästingburen tyfus. Många djurarter har sina egna fästingburna sjukdomar, till exempel ehrlichios, vilket är ett problem vid boskapshållning.
Borreliainfektioner brukar inledningsvis typiskt yppa sig som en ringformig, växande rodnad kring bettstället. Om man efter 2–30 dagar efter fästingbettet ser en sådan rodnad, vilken växer till en handflatas storlek, så skall man omedelbart uppsöka läkare. Denna rodnad visar sig hos 50–75 procent av dem som blivit smittade med borrelia. Alla får dock influensaliknande symptom (sommarinfluensa). Utan behandling kan allvarliga, kroniska besvär som svår klåda, trötthet, aptitlöshet, njurpåverkan, svullnad, huvudvärk, nackstelhet och ledbesvär uppträda.

## Skydd
Det bästa skyddet mot fästingar är en klädsel som försvårar för fästingarna att nå ett naket hudparti. Det finns olika metoder man kan använda, som att dra strumporna utanpå byxorna eller att använda strumpbyxor.